# Лігота-Туравська
Лігота-Туравська (пол. Ligota Turawska) — село в Польщі, у гміні Турава Опольського повіту Опольського воєводства.
Населення — 724 особи (2011).

## Демографія
Демографічна структура станом на 31 березня 2011 року:
|          | Загалом | Допрацездатний вік | Працездатний вік | Постпрацездатний вік |
| -------- | ------- | ------------------ | ---------------- | -------------------- |
| Чоловіки | 339     | 39                 | 247              | 53                   |
| Жінки    | 385     | 49                 | 235              | 101                  |
| Разом    | 724     | 88                 | 482              | 154                  |